# Ligurische Küche

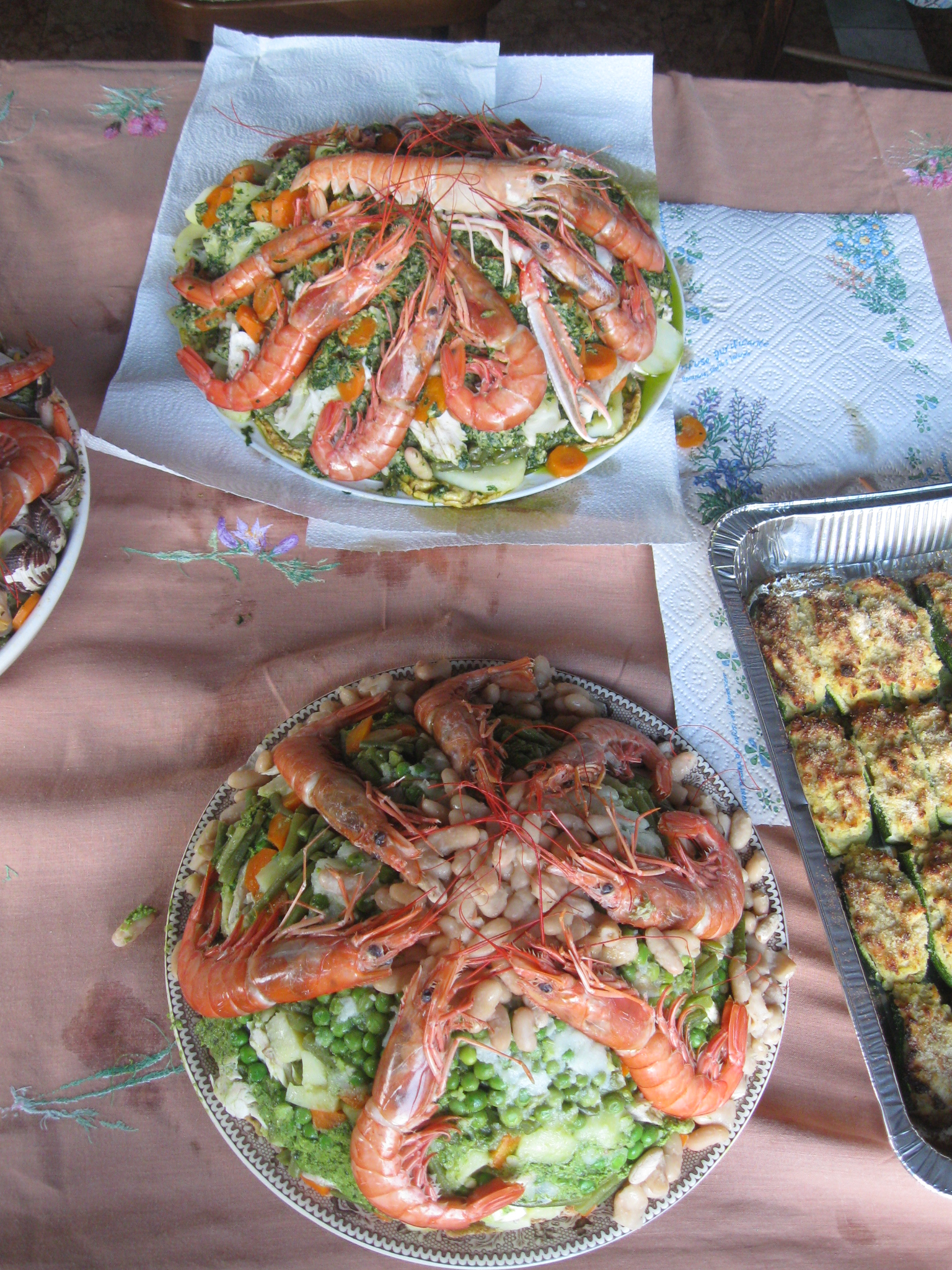
Cappon magro ist ein typisch ligurischer Fischsalat

Die ligurische Küche ist durch die Nähe zum Mittelmeer, zu den Alpen und den Apenninen geprägt. Durch die Nähe Frankreichs kam es oft zum Austausch von Spezialitäten. Da Ligurien eine kleine Region Italiens ist, aber gleichzeitig eine hohe Bevölkerungsdichte aufweist, gilt die Küche als sehr sparsam. Das Klima ist mild, aber durch die Meernähe feucht, so dass viele wildwachsende Pflanzen oft zu Füllungen in Teigtaschen aus Blätterteig (Tortelli) verarbeitet werden (Borretsch, Mangold, Spinat). Gemüsesorten werden mit Käse, Eiern, Pinienkernen, Pistazien usw. vermischt. Unter den Gewürzpflanzen dominiert Basilikum. Die bekannteste Zubereitung ist das Pesto alla genovese. Die Hafen- und Handelsstadt Genua förderte einen weltweiten Einfluss auf die ligurische Küche.
Ligurien besitzt eine Meeresküche mit Fischen und Krustentieren des Ligurischen Golfs. Fische wie etwa Sardinen, Sardellen, Makrelen und Hornhechte und Krustentiere wie die Riesengarnelen oder der Hummer.

## Typische Gerichte

### Vorspeisen
- Focaccette mit Käse
- Panissa

### Focacce,Torte salate,Farinate,Polpettoni
- Farinata: Fladenbrot aus Kichererbsenmehl; Varianten mit Zwiebeln oder Rosmarin
- Focaccia: Fladenbrot aus Weizenmehl, Varianten mit Käse, Zwiebeln, Oliven, Kartoffeln, Salbei oder Rosmarin
- Polpettone di melanzane
- Torta di bietole: Mangold-Pastete
- Torta di riso

### Saucen
- Pesto (genovese): kalte Sauce aus Basilikum, Hartkäse, Pinienkernen und Olivenöl
- Salsa di noci: kalte Sauce aus Walnüssen, Weißbrot und Olivenöl

### Teigwaren,Reis,Suppen
- Corzetti
- Trenette: lange, dünne und abgeflachte Pasta
- Trofiette: spiralförmige Pasta
- Pansoòti: Teigtaschen aus mit Wein zubereitetem Nudelteig mit einer Füllung aus Borretsch, Basilikum und Frischkäse
- Minestrone (alla genovese): Gemüsesuppe mit Pesto

### Fisch
- Baccalà al verde
- Burridda
- Gianchetti

### Fleisch
- Cima
- Trippe al verde: Kutteln
- Capra e fagioli: Eintopf aus Ziegenfleisch und weißen Bohnen

### Gemüse
- Preboggion

### Süßspeisen
- Latte dolce: in Öl ausgebackene Creme aus Milch, Ei und Weizenmehl
- Pandolce

### Weine
- Bianco di Coronata
- Cinqueterre
- Colli di Luni
- Colline di Levanto
- Dolcetto
- Golfo del Tigullio
- Lumassina
- Pigato
- Rossese di Dolceacqua
- Riviera Ligure di Ponente
- Sciacchetrà
- Val Polcevera
- Vermentino